# Grijsrugzigzag
Grijsrugzigzag (Elgiva cucularia) is een vliegensoort uit de familie van de slakkendoders (Sciomyzidae). De wetenschappelijke naam van de soort is gepubliceerd in 1767 door Linnaeus.